# Derolathrus anophthalmus
Derolathrus anophthalmus är en skalbaggsart som först beskrevs av Franz 1969.  Derolathrus anophthalmus ingår i släktet Derolathrus och familjen Jacobsoniidae. Inga underarter finns listade i Catalogue of Life.